# Die beiden Herren Söhne
Die beiden Herren Söhne ist eine Posse mit Gesang in fünf Acten von Johann Nestroy. Die Uraufführung fand am 16. Jänner 1845 im Theater an der Wien als Benefizvorstellung für den Dichter statt.

## Inhalt
Die beiden Vettern, die Halbwaisen sind, werden von ihren verwitweten Eltern völlig gegensätzlich erzogen: Herr von Eckheim legt bei Moritz größten Wert auf Bildung und Gehorsam, Frau Helmbach will ihrem Sohn Viktor keinerlei Vorschriften machen und lässt ihm freie Hand. Die beiden Söhne beschließen, ihre Angebeteten in die Stadt zu entführen, da weder die eigenen, noch die Eltern der Mädchen mit der Liaison einverstanden sind. Vinzenz ist dabei, im Gegensatz zum über den Ungehorsam unglücklichen Moritz, aus Abenteuerlust und Widerspruchsgeist die treibende Kraft:
„Ans Werk, jeder handelt für sich, in der Stadt finden wir uns schon zusammen.“ (Erster Akt, elfte Szene)
In der Stadt stellt sich bald heraus, dass die Mädchen keineswegs mit der Situation zufrieden sind, sie suchen sich andere Bekanntschaften. Der von Frau Helmbach als Helfer für ihren Sohn mitgesandte Balg erweist sich als Schmarotzer und Faulpelz, Vinzenz hilft Moritz einmal aus einer Geldverlegenheit heraus, aber bald ist alles, was er von zu Hause bekommt, aufgebraucht. Moritz, Vinzenz und Balg müssen in ein elendes Dachstübchen übersiedeln, nur Moritz arbeitet für den gemeinsamen Lebensunterhalt, da er sich für die anderen verantwortlich fühlt. Vinzenz weiß dies zwar zu schätzen, nimmt Moritz aber dennoch nicht ernst:
„Zu viel Bub, der Moritz, aus dem wird nie was Großes werden.“ (Dritter Akt, dreizehnte Szene)
Moritz hat sich in Emilie, die Tochter des Oberforstrates Steinheim verliebt, Vinzenz’ Versuch, ihm dabei zu helfen, endet in einer Katastrophe und Steinheim verbietet Moritz weiteren Kontakt zu seiner Tochter. Eine neuerliche dumme Aktion von Vinzenz, der Emilie entführt und sie zu Moritz bringen will, wendet sich dennoch zum Guten, da Steinheim an Moritz’ entrüsteter Reaktion dessen edlen Charakter erkennt. Eckheim versöhnt sich mit Moritz und wird in Zukunft an Stelle seiner durch ihren Sohn arm gewordenen Schwester Vinzenz finanziell unterstützen:
„Ich sichere dir eine kleine Rente, die große Rente, die man den Kindern gibt, Erziehung, kann ich dir nicht geben.“ (Fünfter Akt, dreizehnte Szene)

## Werksgeschichte
Nestroys Vorlage war ein vielgelesener Erziehungsroman des französischen Dramatikers Paul de Kock und das gleichnamige Vaudeville des Librettisten Charles Désiré Dupeuty, nämlich L'Homme de la Nature et l'Homme Policé (Der Naturmensch und der zivilisierte Mensch)
Der Kern von Paul de Kocks Roman ist die Gegenüberstellung sorgfältiger Erziehung einerseits und der falsch verstandenen Lehre Rousseaus „Zurück zur Natur!“ andererseits. Trotz ähnlicher Schicksale wird der „Sohn der Bildung“ schließlich ein tüchtiger, erfolgreicher und glücklicher Mann, während der „Sohn der Natur“ zum haltlosen, tief gesunkenen Säufer verkommt.
Nestroys Bearbeitung des Romanes war seinem Wesen nach keine eigentliche Posse, sondern eher ein Lebensbild, das er in für ihn ungewohnter Form – als Fünfakter – präsentieren wollte, dies hatte er zuletzt bei Glück, Mißbrauch und Rückkehr getan. In einer einfach aufgebauten Form wurden die beiden Schicksale parallel zueinander gezeigt, Entführung der Geliebten, Enttäuschungen, tiefes Elend und erst dann das Auseinanderlaufen der Lebenswege in Erfolg des einen und Absturz des anderen Vetters.
Eine nach dem Theatermanuskript vermutlich auf Druck von Direktor Carl Carl erfolgte Umarbeitung (Kürzung) des Textes – statt 68 nur mehr 50 Szenen – sollte die humorige Schlagkraft verbessern. Dies gelang nicht, der Ablauf der Handlung wurde dadurch völlig gestört, denn das in fünf Akten aufgebaute Lebensbild der beiden Protagonisten wurde zwangsläufig in vier Szenen manchmal nur eher angedeutet als ausgeführt, die Komik dadurch nicht gesteigert. Bereits bei der Uraufführung war diese nunmehr vieraktige Version gezeigt worden; eine wegen der kritischen Aufnahme durch Publikum und Rezensenten in Details nochmals geänderte Version war bei der zweiten Vorstellung am 17. Jänner zu sehen.
Johann Nestroy spielte den Vinzenz, Wenzel Scholz den Schaffner Balg, Alois Grois den Wirten Pumpfinger, Friedrich Hopp den Hausierer Lebl, Ignaz Stahl den Oberforstrat Steinheim.
Eine Originalhandschrift Nestroys Die beiden Herren Söhne. Posse mit Gesang in 5 Acten von J. Nestroy. 1844. ist erhalten, sie befand sich 1927 noch im Privatbesitz von Paul Kalbeck. Ein Konzeptblatt liegt in der Wienbibliothek im Rathaus, ein Zensurbuch Nr. 1212 in der Handschriftensammlung der Österreichischen Nationalbibliothek, ein zweites mit der Nr. 1213 ebenda – mit dem Personalverzeichnis in der Originalbesetzung und einigen Korrekturen.
In der Originalpartitur von Adolf Müller sind einige Couplettexte enthalten, eine zweite erhaltene Originalpartitur enthält keine Texte.

## Zeitgenössische Rezeption
Die Aufnahme bei Publikum und Kritik war eher missfällig, was Nestroy für die zweite Vorstellung zu nicht mehr nachvollziehbaren Änderungen veranlasste; die Reaktionen waren dann etwas freundlicher.
In der Wiener Theaterzeitung von Adolf Bäuerle wurde dazu vermerkt, dass Nestroy „alles entfernt, was am ersten Abend unangenehm berührte, und so noch die Rügen berücksichtigte, welche ihm das Publikum zuteil werden ließ.“ Dennoch wurde, wenn auch etwas verklausuliert, der Misserfolg des Werkes festgestellt:
„So aber ward aus dem Sohne der Bildung ein ganz gewöhnlicher Mensch und aus dem Sohne der Natur ein herzloses Subjekt und Nestroy hatte sich das Beste entschlüpfen lassen. […] Das Publikum hat diesmal gerecht gerichtet; es hat die vielen trefflichen Calembourgs und witzigen, persiflierenden Anklänge […] mit wahrem Jubel aufgenommen, es hat aber bei den mannigfachen Schwächen dieser Posse entschieden seine Mißbilligung geäußert.“
Der Sammler stellte fest, dass Nestroy zwar der Dichter sei, bei dem das Publikum mit verschwenderischem Befall nicht geize, dass es jedoch ebenso streng richte. Die Darsteller wurden gelobt:
„Herr Nestroy […] spielte trefflich und mit dem Aufgebote seiner drastischen Mittel. Die Hauptpersonen nach ihm, die Herren Scholz und Grois, unterstützten ihren Kollegen mit dem besten Eifer, was auch von dem überfüllten Hause Anerkennung fand. – Herr Nestroy wurde nach den ersten Akten unter allgemeinem Beifall gerufen, der erst später durch die ungünstiger gewordene Stimmung des Publikums verstummte.“
Das Österreichische Morgenblatt stellte die Niederlage des Stückes fest; die Sonntagsblätter urteilten sehr streng:
„Noch in keinem Nestroyschen Stücke, ja vielleicht nicht einmal in allen zusammen, ist eine solche Masse von Gemeinheiten angehäuft, wie in diesem seinem allerneuesten.“
Der Wanderer analysierte das Verhalten des Publikums:
„Hat einmal eine Mißstimmung Platz gegriffen, so liebt es ein Teil unseres Publikums, sich einen Privatspaß im Theater zu machen; begierig faßt es alles auf, was seiner Spottlust dienen kann, und weil der Spötter selten gerecht ist, wirft er Gutes und Schlimmes in einen Topf.“
Moritz Gottlieb Saphirs Der Humorist, wie immer Nestroy ziemlich unfreundlich gesinnt, beendete eine vernichtende Kritik mit einem ebenso vernichtend gemeinten Schlusswort:
„Gespielt wurde im Geiste und Sinne des Stückes.“

## Spätere Interpretationen
Otto Rommel stellt fest, dass es Nestroy als Dramatiker nur möglich war, einen Teil von Kocks Roman zu verwenden, so dass die ausführlich geschilderte Voraussetzung für die konträre Entwicklung der beiden Neffen – das Lebensschicksal von der Geburt bis zum Mannesalter – fehle. Der Abschluss durch die als Retter in der Not auftretenden Eltern sei eine Gewaltlösung der Situation: „Nestroy wählt also 1844, um zusammenzufassen, einen Roman, der schlechterdings nicht dramatsierbar war, verwischt das Problem und findet keinen rechten Abschluss.“ (Zitat)
Bei Brukner/Rommel wird angemerkt, dass Nestroy die Aufgabe, aus einem Erziehungsroman eine Posse zu gestalten, weder in der langen, dem volkstümlichen Besserungsstück nahestehenden, noch in der gekürzten, nach der Drastik der Posse strebenden, Fassung gelungen sei. Aus Paul de Kocks Dummkopf Adam habe er den geistreichen Spötter Vinzenz gemacht, dessen Tölpeleien dadurch unpassend wirken. Der ehrgeizige, elegante Edmond werde zum uninteressanten Musterknaben Moritz, die Nebenrollen für Scholz und Grois seien diesen auf den Leib geschrieben und hätten mit den Romanvorbildern nichts mehr zu tun. Ganz allgemein wären die tragenden Charaktere nicht eigenartig genug gezeichnet, um den Darstellern reizvolle Aufgaben zu stellen. Auch die Übertragung ins Wienerische Milieu hätte diesmal dem Stück eher geschadet.
Helmut Ahrens nennt das Werk „weder durch eine dramaturgisch sauber herausgearbeitete Spannung gekennzeichnet, noch durch besonderen Sprachwitz. Stellenweise ist es nicht einmal gutes Handwerk, […]“ (Zitat). Er nimmt an, dass die zu dieser Zeit vorhandenen familiären Schwierigkeiten Nestroys mittelbar auf das eher schwache Stück Einfluss gehabt hätten. Wie dann auch beim folgenden Das Gewürzkrämerkleeblatt seien bei Die beiden Herren Söhne die Unannehmlichkeiten seiner (allzu späten) Scheidung von Wilhelmine Nespiesni an den nicht überzeugenden dichterischen und schauspielerischen Leistungen Nestroys schuld gewesen.

## Text
- Text auf www.nestroy.at/nestroy-stuecke/53